# Damerham
Damerham är en ort och civil parish i Storbritannien.   Den ligger i grevskapet Hampshire och riksdelen England, i den södra delen av landet, 140 km sydväst om huvudstaden London. Damerham ligger 43 meter över havet och antalet invånare är 519.
Terrängen runt Damerham är platt. Runt Damerham är det ganska tätbefolkat, med 239 invånare per kvadratkilometer. Närmaste större samhälle är Salisbury, 14,3 km norr om Damerham. Omgivningarna runt Damerham är en mosaik av jordbruksmark och naturlig växtlighet.